# Kvarte
Kvarte – wieś w Chorwacji, w żupanii licko-seńskiej, w gminie Perušić. W 2011 roku liczyła 193 mieszkańców.